# ナゴルノ・カラバフ国防軍

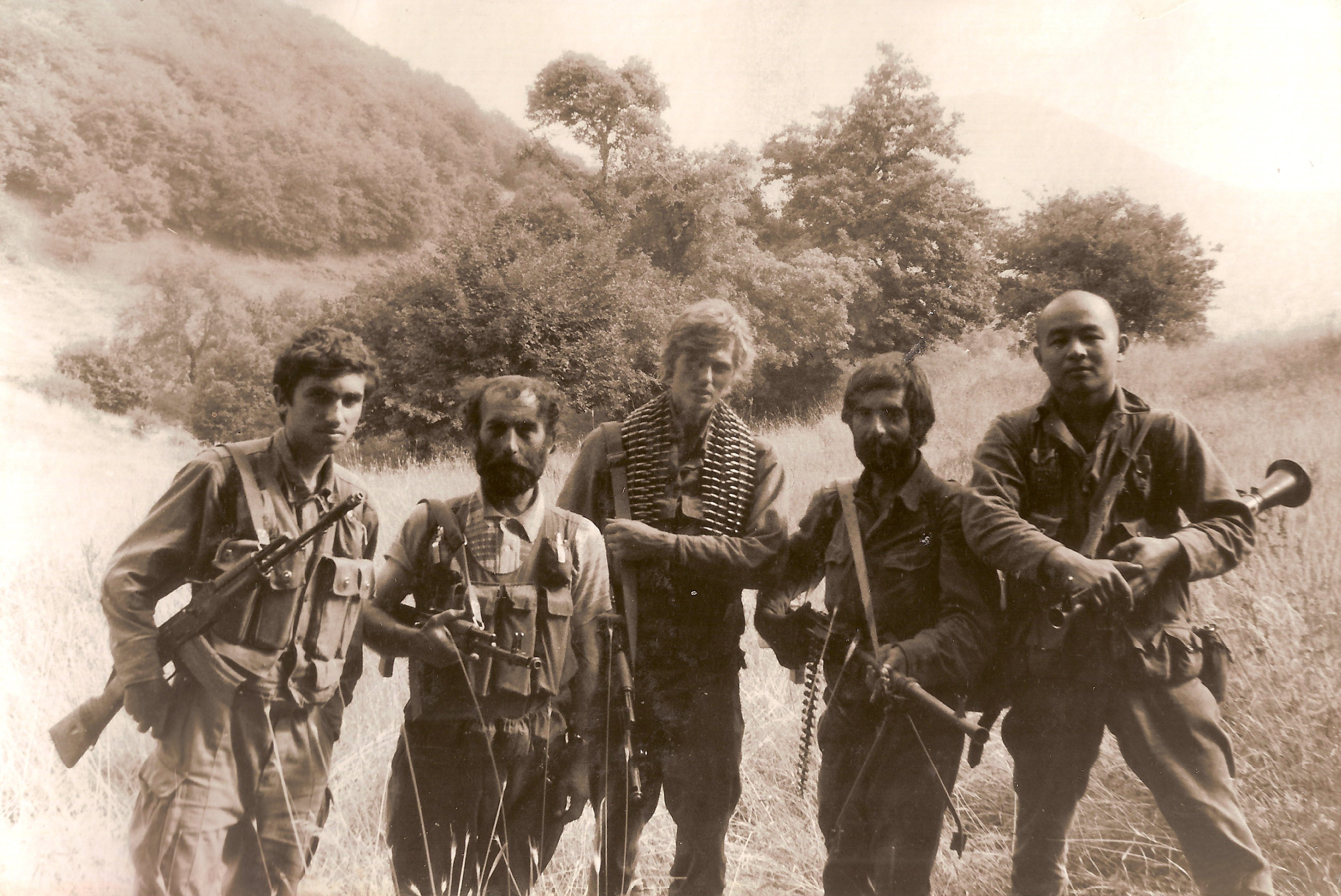
ラチン回廊を巡回中の、第8歩兵連隊の兵（1992年8月撮影）

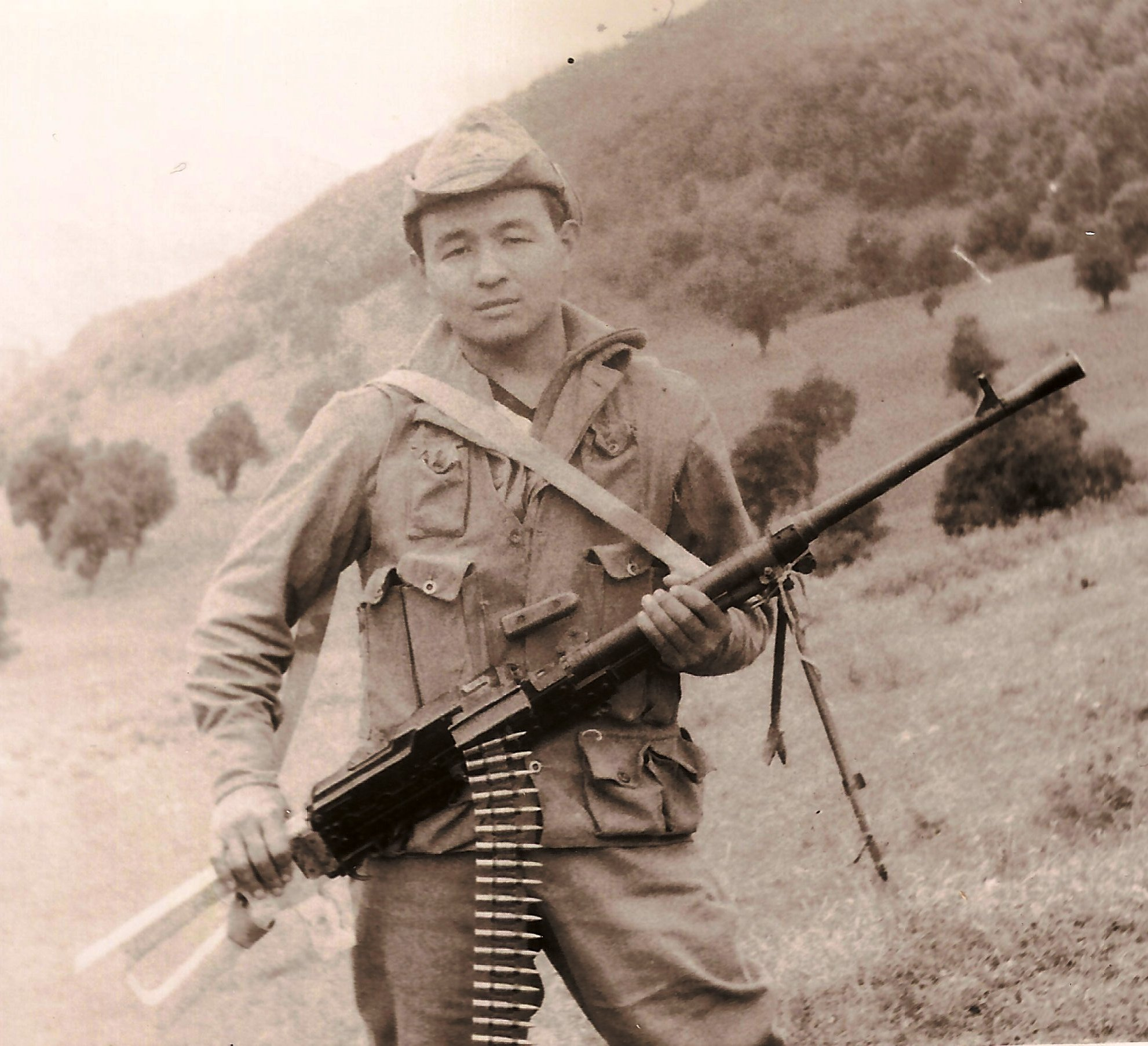
カラシニコフ機関銃を装備する兵

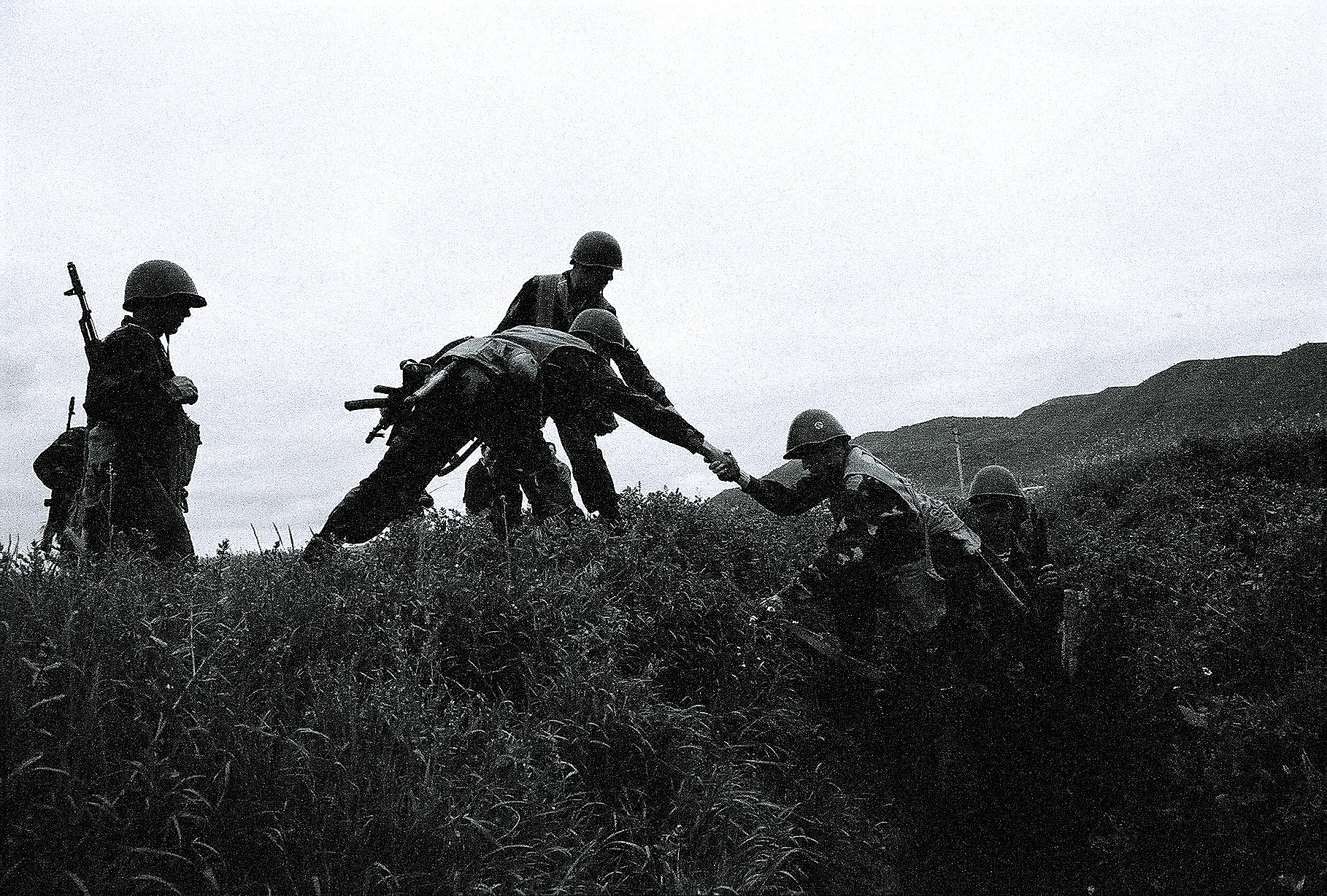
訓練を行うナゴルノ・カラバフの兵（2004年撮影）

ナゴルノ・カラバフ共和国国防軍（ナゴルノ・カラバフきょうわこくこくぼうぐん、アルメニア語: ԼՂՀ Զինված ուժեր）は、国際的に未承認のアルツァフ（ナゴルノ・カラバフ）共和国の国軍。兵力は約2万人（内、ナゴルノ・カラバフ出身者は8500人）で、予備役3万人の動員能力を有する。国防費はGNPの約20パーセントに達する。
ナゴルノ・カラバフ国防軍は、ナゴルノ・カラバフ戦争時に出現した各種自警団に基づき編成された。アルメニア共和国軍と高度に統合されており、両国軍間での人事異動も行われていた。

2023年9月19日にアゼルバイジャンがナゴルノ・カラバフからのアルメニア軍の撤退と軍事インフラの無力化を目的とした軍事行動を開始。20日、アルツァフ大統領府は、ロシアが仲介した停戦を受け入れ「アルメニア軍の撤退、武装組織の解散と完全武装解除で合意した」とする声明を出した。

## 組織
ナゴルノ・カラバフ国防軍は、陸軍、空軍および防空軍の三軍種から成る。

### 陸軍
総員約1万6千人で、8から12個連隊に組織される。各連隊は、各強化地区（要塞地区）を担当する。
- 戦車（3種） ×177-316
- 装甲戦闘車両 ×256-324
- 火砲 x291～322（BM-21 ×26-44を含む）
- 対戦車火器 ×72

各連隊は、国内の制高点を押さえつつ、ムラフ高地からアラクスに至るまで縦深防御網を構築している。この防御網は、数十キロメートルに渡る地雷原地帯「オハニャン・ライン」を含む。

### 空軍(航空隊)
総員250人以下。主要基地は、ステパナケルトの「ホジャル」空港で、アグラムとカパン飛行場も使用可能である。ゴリス郊外には、ヘリ離着場が存在する。
- Su-25×2
- Mi-24×4
- Mi-8×5
- UAV多数(Krunk、Baze、ハーピー等)

防空部隊は、ステパナケルト地区に配置された高射ミサイル連隊に編成され、アルメニア空軍の防空システムに編入されている。
- S-125
- 2K11×4
- 9K33M2 オサーAK×8
- ZSU-23-4 ×4

2007年末、S-300PT ×1基が展開した。

## 徴兵制度
召集期間は、2年間。

## 教育制度
将校の教育は、国内で行われる外、エレバン軍事大学とロシアの軍事教育施設で行われる。

## 階級
- 大将
- 中将
- 少将
- 大佐
- 中佐
- 少佐
- 大尉
- 上級中尉
- 中尉
- 少尉
- 上級准尉
- 准尉
- 曹長
- 上等軍曹
- 軍曹
- 伍長
- 上等兵
- 兵士